# La Bezole
La Bezole is een gemeente in het Franse departement Aude (regio Occitanie) en telt 45 inwoners (2009). De plaats maakt deel uit van het arrondissement Limoux.

## Geografie
De oppervlakte van La Bezole bedraagt 6,3 km², de bevolkingsdichtheid is dus 7,1 inwoners per km².
De onderstaande kaart toont de ligging van La Bezole met de belangrijkste infrastructuur en aangrenzende gemeenten.

## Demografie
Onderstaande figuur toont het verloop van het inwonertal (bron: INSEE-tellingen).

Vanwege een beveiligingsprobleem met de MediaWiki Graph-software is het momenteel niet mogelijk deze grafiek weer te geven. Zodra de software is bijgewerkt zal de grafiek vanzelf weer zichtbaar worden.